# Statuia „În soare” din Mamaia
Statuia „În soare” este un monument istoric situat în stațiunea Mamaia. Figurează pe noua listă a monumentelor istorice sub codul LMI: CT-III-m-B-02946.

## Istoric și trăsături
Statuia „În soare” este amplasată lângă Hotel „Dacia", pe spațiul verde, spre Promenadă. Autor este sculptorul Cornel Medrea în anul 1962.

## Imagini